# Leon Lidvall
Leon Lidvall, född Leonard Alexis Lidvall 9 december 1919 i Helsingborg, död 9 december 1996, var en svensk skådespelare.
Han är begravd på Norra begravningsplatsen utanför Stockholm.

## Filmografi
- 1950 – Kyssen på kryssen
- 1951 – Tull-Bom
- 1952 – Kvinnors väntan
- 1953 – Glasberget
- 1954 – Två sköna juveler
- 1955 – Enhörningen
- 1957 – Far till sol och vår